# François Gomez
François Gomez, 7 décembre 1960 à Somain est un entraîneur français de basket-ball, champion de France de Ligue féminine de basket en 2010 avec Tarbes.

## Biographie
Après la démission de Patrick Maucouvert, il arrive à Tarbes en décembre 2007 pour redresser une situation difficile. Il accompagne la progression de l'équipe jusqu'en 2010, mais n'est pas conservé malgré le titre de champion décroché.
Après une année sans club, François Gomez rejoint Perpignan en Ligue féminine 2. Le club est sacré champion de France de Ligue 2, mais ne reste ensuite qu'une saison en LFB en raison de problèmes financiers. Relégué en Ligue 2, Perpignan est de nouveau sacré champion de Ligue 2 en s'imposant face à COB Calais (77-56) en finale. Durant l'été 2014, il quitte le club catalan. Il trouve un nouvel engagement avec le club de NF1 de La Tronche-Meylan. En avril 2015, Tarbes annonce son retour pour la saison suivante.
En février 2017, entraîneur LFB avec Tarbes, il s'engage également pour deux ans avec l'équipe équipe féminine suédoise, qui l'a sollicité à la suite de ses expériences en club avec les sœurs Eldebrink. Au championnat d'Europe 2019, il parvient à amener les Suédoises à sixième place qualificative pour le tournoi pré-olympique.
Toujours entraîneur, François Gomez est nommé également manager général en juin 2020.

## Clubs et équipes nationales

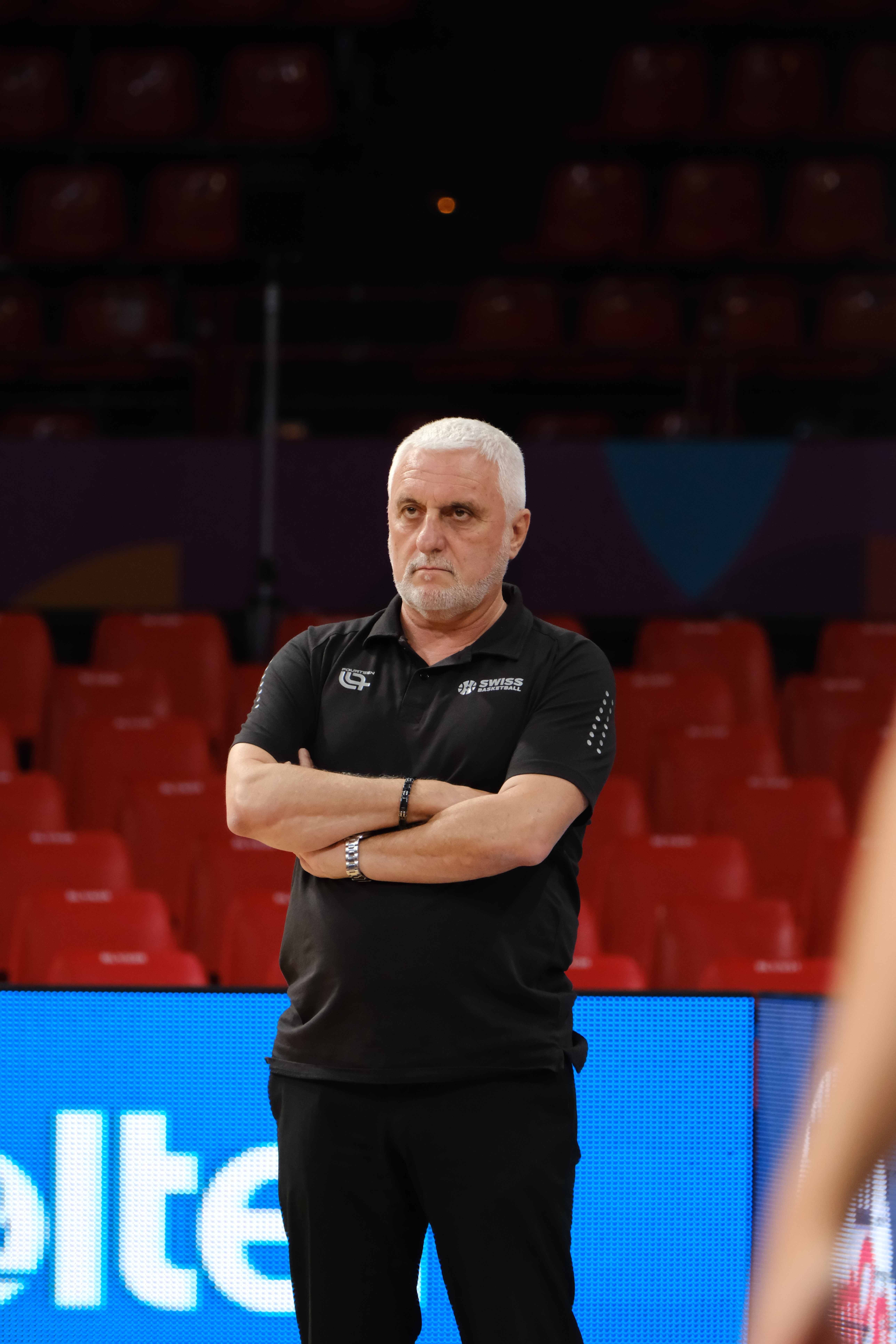
François Gomez lors de l’EuroBasket 2025 en tant que sélectionneur de la Suisse.

- 1983-1995 : Éducateur sportif au service des sports de Maubeuge
- 1995-1998 : Conseiller technique régional (CTR) Auvergne
- 1998 :  Équipe de France féminine junior (assistant)
- 1998-2000 : CTR Pays de la Loire à Angers
- 1998-1999 : Angers (NF2)
- 1999-2000 : Rezé (NF2)
- 2000-fin 2007 : Centre Fédéral (juniors féminines)
- 2002-2007 :  Équipe de France féminine junior
- Janvier 2008-Mai 2010 : Tarbes Gespe Bigorre (LFB)
- 2011-2014 : Basket Catalan Perpignan Méditerranée (LF2, LFB puis LF2)
- 2014-2015 : BC La Tronche-Meylan (NF1)
- 2015- : Tarbes Gespe Bigorre (LFB)
- 2017- :  Équipe de Suède féminine[8]
- 2023 :  Équipe de Suisse féminine des 20 ans et moins
- 2024- :  Équipe de Suisse féminine

## Palmarès
Clubs
- Champion de France LFB en 2010
- Championnat de France de basket-ball de Ligue féminine 2 : 2012, 2014

Sélection
- Médaille d'argent au Championnat d'Europe Juniors en 2002
- Médaille de bronze au Championnat d'Europe Juniors en 2005
- Vainqueur des Jeux de la Francophonie en 2006

Distinction personnelle
- Meilleur entraîneur de LFB de l’année : 2009[11], 2018[12].